# منطقه نظامی (باکو)
منطقهٔ نظامی (به ترکی آذربایجانی: Nizami raion) یک منطقهٔ مسکونی در جمهوری آذربایجان است که در باکو واقع شده‌است. منطقهٔ نظامی ۱۷۹٬۷۰۰ نفر جمعیت دارد.